# Ignacio Manuel Altamirano 1ra. Sección
Ignacio Manuel Altamirano 1ra. Sección är en ort i Mexiko.   Den ligger i kommunen Macuspana och delstaten Tabasco, i den sydöstra delen av landet, 700 km öster om huvudstaden Mexico City. Ignacio Manuel Altamirano 1ra. Sección ligger 36 meter över havet och antalet invånare är 352.
Terrängen runt Ignacio Manuel Altamirano 1ra. Sección är platt. Runt Ignacio Manuel Altamirano 1ra. Sección är det ganska tätbefolkat, med 65 invånare per kvadratkilometer. Närmaste större samhälle är Belén, 16,8 km sydost om Ignacio Manuel Altamirano 1ra. Sección. Trakten runt Ignacio Manuel Altamirano 1ra. Sección består till största delen av jordbruksmark.